# L'Enterrament del comte d'Orgaz
L'enterrament del comte d'Orgaz o L'enterrament del senyor d'Orgaz és un gran quadre a l'oli pintat per El Greco (Domenikos Theotokopoulos, 1541-1614), d'estil manierista, realitzat per la parròquia de Santo Tomé de Toledo entre els anys 1586 i 1588. La pintura es troba encara en aquest mateix lloc on és conservada i és una de les seves obres més aconseguides i admirades.
L'obra se situa en el punt mitjà del desenvolupament artístic del pintor i va ser encarregada pel capellà de Santo Tomé, Andrés Núñez. El tema es basa en una llegenda del segle xiv, segons la qual sant Esteve i sant Agustí baixaren del cel per traslladar el cos de Gonzalo Ruiz de Toledo, el senyor de la vila d'Orgaz (província de Toledo), a la tomba feta per ell en una capella de l'esmentada parròquia. La pintura mostra la característica elongació de les figures que feia El Greco, així com l'horror vacui «por del buit», aspectes que es farien cada vegada més acusats a mesura que l'autor envellia. Aquests trets provenien del manierisme i de la seva època veneciana, encara que en la composició es va deixar endur pels seus orígens romans d'Orient cretencs, especialment a la part superior del quadre.

## Autor

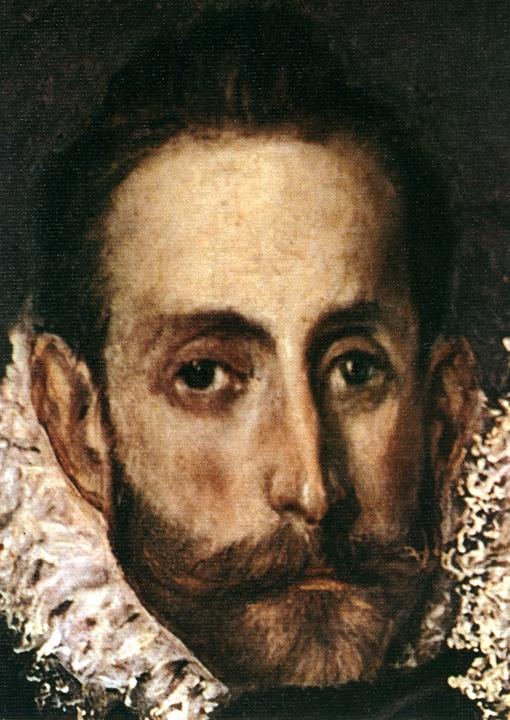
Detall de l'autoretrat de l'autor a L'enterrament del comte d'Orgaz

Domenikos Theotokopoulos va néixer el 1541 a Càndia. Conegut com El Greco, va ser un pintor de finals de l'alt renaixement i principis del manierisme que desenvolupà un estil molt personal en les seves obres de maduresa. Fins als 26 anys va viure a Creta, on va ser un reconegut mestre d'icones dins l'estil romà d'Orient vigent a l'illa.
Després va residir deu anys a Itàlia, on es va transformar en un pintor renaixentista. Primer visqué a Venècia, cap al 1567, on assumí plenament l'estil de Tiziano i Tintoretto; i després a Roma, estudiant el manierisme a partir de les obres de Miquel Àngel. El 1577 es va establir a Toledo, on va viure i va treballar la resta de la seva vida. En aquella època, Toledo era la capital religiosa de la Corona de Castella i una de les ciutats més grans d'Europa. L'any 1571, la població de la ciutat era d'uns 62.000 habitants. El pintor aviat es va adaptar i es va identificar amb l'atmosfera religiosa i mística de la ciutat i en moltes de les seves obres, als fons de les seves composicions, apareixen diferents vistes de Toledo.
La seva obra la componen grans llenços per a retaules d'esglésies, nombrosos quadres de devoció per a institucions religioses com L'espoli per la catedral de Toledo o el retaule major de Santo Domingo el Antiguo —en els que sovint va participar el seu taller— i un grup de retrats considerats del màxim nivell. En les seves primeres obres mestres s'aprecia la influència dels mestres italians. Tanmateix, aviat va evolucionar cap a un estil personal caracteritzat per unes figures manieristes extraordinàriament allargades, amb una il·luminació pròpia, primes, fantasmals, molt expressives, ubicades en ambients indefinits i amb una gamma de colors amb els que cercava contrasts, amb els blaus freds i clars i els grocs estridents. Aquest estil es va identificar amb l'esperit de la Contrareforma i va anar adquirint un caràcter més extremat en els seus últims anys.
Actualment és considerat un dels artistes més grans de la civilització occidental. Aquesta alta consideració és recent i s'ha anat formant al llarg dels últims cent anys, en què ha canviat la valoració sobre la seva pintura formada els dos segles i mig posteriors a la seva mort; ja que havia arribat a ser considerat com un pintor excèntric i marginal dins la història de l'art.

## Trets del manierisme
El manierisme va ser el moviment artístic produït durant el Cinquecento i la formació del qual es dona en les primeres dècades del segle xvi i s'estén fins al començament del segle xvii. Potser el canvi més dramàtic introduït pel manierisme en la pintura és la transformació de la noció de l'espai. El renaixement va ser capaç de construir la representació visual de l'espai, de forma molt homogènia, coherent i lògica, basada en la perspectiva clàssica i en la col·locació dels personatges contra un escenari uniforme i en correspondència amb una jerarquia de proporcions que simulava amb gran èxit la retirada gradual des del primer pla fins a l'horitzó del fons. El manierisme trenca aquesta unitat amb diferents punts de vista que coexisteixen en el mateix marc i amb l'absència d'una jerarquia lògica de les proporcions relatives de les figures entre si, on sovint l'escena principal és situada a distància i els elements secundaris. en primer pla. Per tant, les relacions naturalistes s'han suprimit i estan al marge de qualsevol convencionalisme.
L'estil es manifesta també amb figures de proporcions allargades verticals i posicions dinàmiques o artificioses i en escorç, moltes vegades en grups de gran moviment i tensió, sovint en paral·lel amb la realitat impossible, l'inacabat d'algunes parts i els colors violents representats a Venècia principalment per Tintoretto i seguits per El Greco. Hi ha una forta tendència a l'horror vacui, l'aversió al buit que fa envoltar l'escena principal amb una gran quantitat d'elements decoratius que adquireixen gran importància per si mateixos. Es troba un sentit d'experimentació al tractament de temes tradicionals, amb la intensificació del drama, utilitzant moltes referències literàries, amb una actitud d'antítesi i de punts de vista d'altres autors, com ara Leonardo o Miquel Àngel, entre molts altres, i que es va anomenar «a la maniera», d'on prové el nom del moviment. Quan el manierisme es va anar estenent per Europa des d'Itàlia va adquirir diferents estils regionals: així es podien trobar artistes que treballaven més en estils clàssics naturalistes o que creaven atmosferes de gran misticisme d'acord amb la imposició del concili de Trento, com va ser el cas de El Greco.

## Història

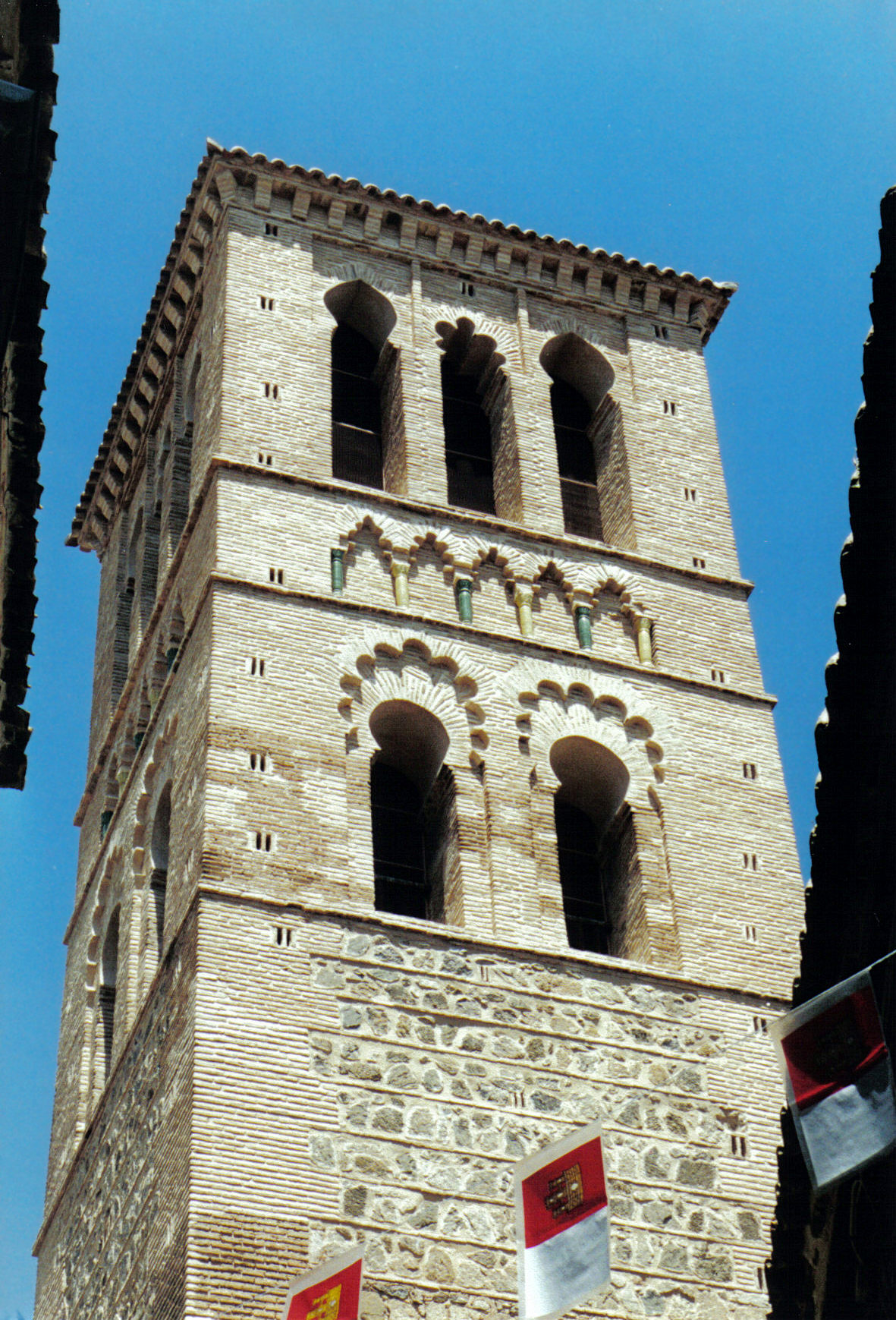
Torre mudèjar de l'església de Santo Tomé de Toledo

A la capella de la Concepció de l'església de Santo Tomé de Toledo es trobaven les despulles de Gonzalo Ruiz de Toledo, Senyor d'Orgaz, que havia mort al desembre de 1323. L'esmentat cavaller va ser alcalde de Toledo i notari major del Regne de Castella durant el regnat de Ferran IV. Després d'una vida molt generosa en donacions a institucions religioses de Toledo, entre les quals es trobava l'església de Santo Tomé, que va reconstruir i de què va acabar l'antiga torre mudèjar com a campanar, va demanar ser-hi enterrat. Segons una llegenda local, transcrita a nombrosos documents del segle xvi, la caritat del Senyor d'Orgaz havia estat recompensada al moment del seu enterrament, apareixent-se miraculosament sant Esteve i sant Agustí que amb les seves mans van introduir el seu cadàver en la tomba, mentre s'escoltava una veu que deia: «Aquest guardó rep qui a Déu i als seus sants serveix».
En el seu testament, aquest noble havia deixat ordenat que cada any per la festa de sant Tomàs la vila d'Orgaz enviés a l'església de Santo Tomé de Toledo «vuit parells de gallines i dos xais, i dos odres de vi, 800 morabatins en diners i dues càrregues de llenya.» A la meitat del segle xvi el consell d'Orgaz va deixar de pagar aquesta càrrega, que sent reclamada pel rector Andrés Núñez va tenir un veredicte favorable de la cancelleria de Valladolid el 1569. Amb els diners rebuts i per celebrar aquest triomf, el rector va decidir restaurar la capella de la sepultura, va col·locar un epitafi al mur central descrivint el miracle que va tenir lloc durant l'enterrament del senyor d'Orgaz, va aconseguir el reconeixement del mencionat miracle per un decret reial del 24 de setembre de 1583 i va sol·licitar al cardenal arquebisbe de Toledo Gaspar de Quiroga el permís per fer l'encàrrec d'una pintura que representés el mencionat miracle segons el narrat a la placa de l'epitafi.

### Contracte

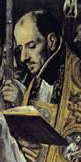
Retrat del rector i comitent Andrés Núñez a la pintura de L'enterrament del comte d'Orgaz

Per realitzar aquest quadre es va escollir El Greco, artista establert a Toledo, on està documentat que tenia un taller des de 1585 i entre d'altres tenia com a ajudant al pintor italià Francisco Preboste. Una vegada finalitzada la reforma de la capella, es realitza el contracte del quadre per part d'Andrés Núñez i El Greco, signat el 18 de març de 1586, on s'incloïa una descripció dels elements que l'artista havia de representar:
| « | En la part més a baix... s'ha de pintar una processó de com el capellà i els altres clergues que estaven fent els oficis per enterrar el senyor Gonzalo de Ruiz de Toledo, Senyor de la vila d'Orgaz, i van baixar sant Agustí i sant Esteve a enterrar el cos d'aquest cavaller, l'un tenint-li el cap i l'altre els peus posant-lo a la sepultura i fingint al voltant molta gent que estava mirant i sobre tot això s'ha de fer un cel obert de glòria... | » |

S'especifica, a més a més, que la pintura ha d'estar acabada per Nadal del mateix any i que s'ha de pintar des de dalt de l'arc fins a baix i tot s'ha de pintar en una tela fins a l'epitafi que és a la mencionada paret.

Es va taxar l'obra a realitzar en 1200 ducats, però la parròquia va considerar que era un preu molt elevat, i es van anomenar dos nous taxadors que van apujar el preu a 1600 ducats. Finalment es va arribar a un acord tornant a la primera xifra malgrat les protestes del pintor:
| « | És tan cert que la quantitat que se'm dona és inferior al valor de la meva sublim obra, però el meu nom passarà a la posteritat que recompensarà el meu treball i glorificarà a l'autor com un dels més grans genis de la pintura espanyola. | » |

## Descripció

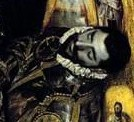
Detall de Gonzalo Ruiz de Toledo, Senyor d'Orgaz a la pintura.

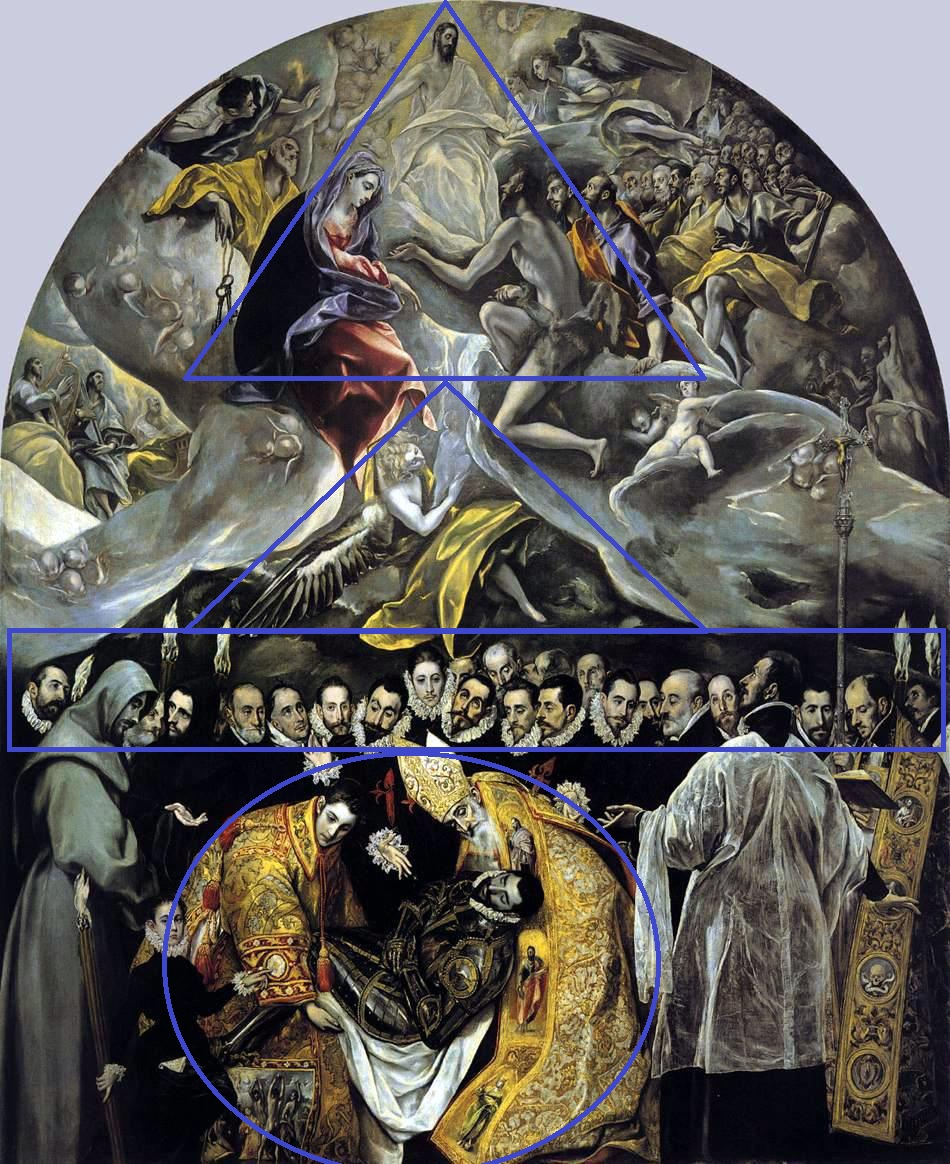
Línies de composició de L'enterrament del comte d'Orgaz

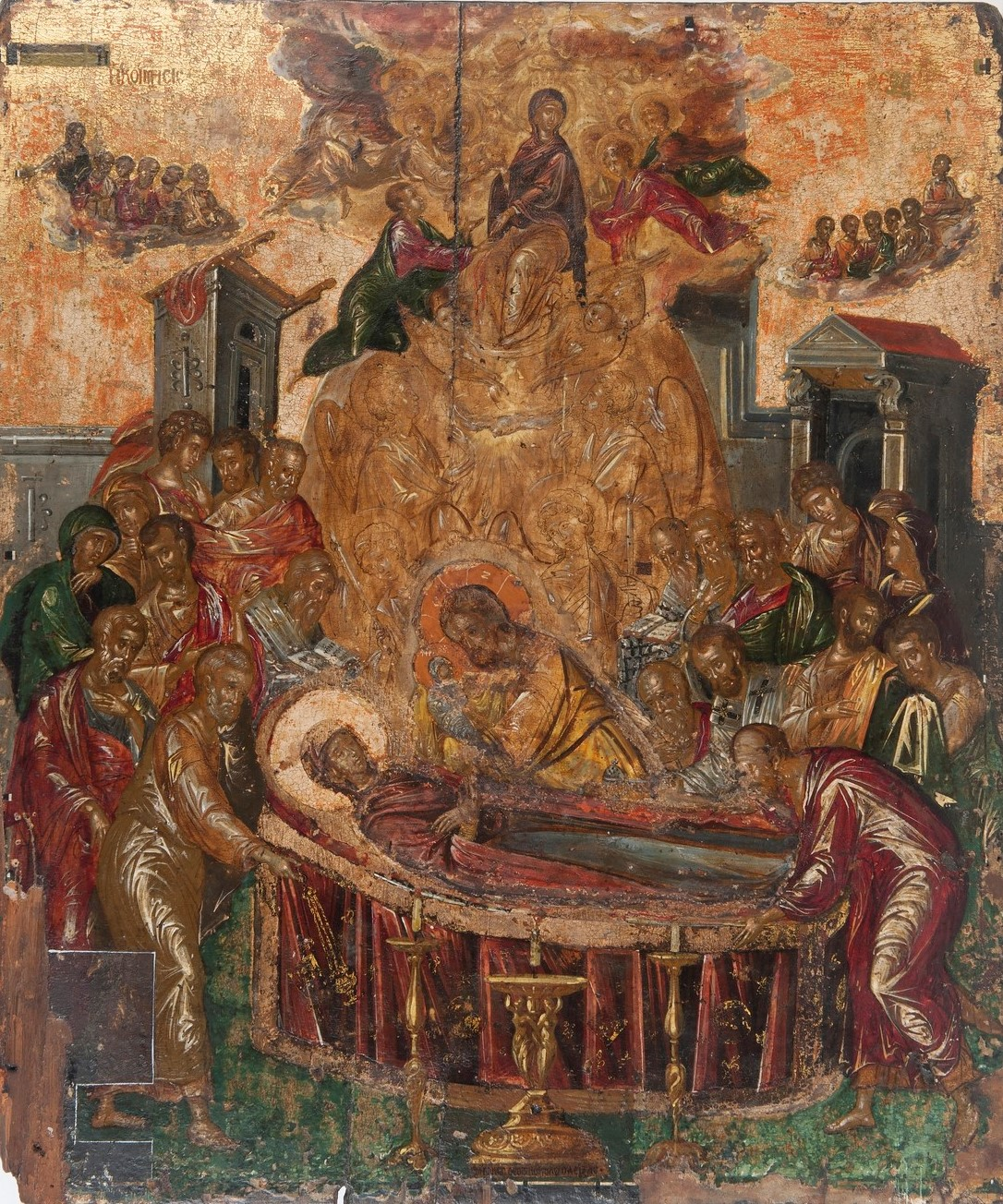
La Dormició de la Mare de Dèu El Greco 1565-1567- Període jove del pintor.

L'enterrament del comte d'Orgaz, és una pintura a l'oli sobre un llenç que s'adapta a la forma que presenta d'arc de mig punt el mur de la capella de l'església de Santo Tomé de Toledo per al qual va ser realitzada el 1586. Està signada com «domenikos theotokopoulos, 1578» —la data correspon a la del naixement del fill de l'autor, Jorge Manuel Theotocópuli i no a la de la pintura.

### Tema
Representa el fet concebut com a miraculós de l'enterrament de Gonzalo Ruiz de Toledo, senyor de la vila d'Orgaz —el títol de comte li va ser atorgat als seus descendents l'any 1520 pel rei Carles V del Sacre Imperi Romanogermànic. Atenint-se a les indicacions rebudes per part del comitent Andrés Núñez, la representació d'aquest fet local està dividida en dues parts: en la part inferior mostra l'escena terrenal de l'enterrament —tema principal de la pintura—, envoltat amb els personatges oficiants i els assistents així com les figures de sant Esteve i sant Agustí; a la part superior l'escena celestial amb Crist a la part central amb la verge Maria i sant Joan Baptista, a la dreta, els apòstols i benaurats i, com símbol d'unió entre ambdues, la figuració de l'ànima del comte ascendint als cels. Encara que el fet històric de l'enterrament va ser el 1323, l'autor mostra els seus personatges abillats amb vestidures pròpies de dos-cents cinquanta anys posteriors, o sigui de l'època del pintor, i també va incloure retrats entre els assistents de persones contemporànies a la pintura.

### Composició
És una composició oberta, que convida l'espectador a entrar al mateix escenari dels fets. La composició ve determinada per les figures situades dempeus, a mida natural, que estan disposades horitzontalment, totes vestides de negre, a manera de fris i mostren un sentit isocefàlic —alineació de caps a la mateixa alçada. Els dos religiosos, que mostren els seus cossos complets, col·locats als costats, emmarquen la part inferior o terrenal. El centre on es realitza l'enterrament té una composició geomètrica de cercle realitzat per la curvatura dels dos sants. A la part celestial o superior, la composició situada geomètricament dintre d'un triangle presenta una clara influència de la Deisi de l'art romà d'Orient, com la mateixa obra de l'autor de la seva etapa jove La Dormició de la Mare de Déu de l'illa Siros. Just a sota s'aprecia un segon triangle, que inclou l'àngel que acompanya l'ànima del comte a la seva entrada al cel. Així mateix s'utilitza el llum pictòric per diferenciar ambdues parts: la il·luminació principal correspon a la part celestial, on les figures apareixen d'una forma més atractiva a la vista, mentre que a la part terrenal, el focus es limita a la part central, on són les vestidures dels sants les que reflecteixen l'única llum existent en aquesta part inferior.
Una altra opció de composició per a aquesta pintura és la basada en un timpà romànic, la part alta del qual presenta els personatges simètrics com en el timpà de l'Abadia de Sant Pere de Moissac i la llinda la formaria la filera dels caps dels personatges de la part inferior.
Com a tret evident del manierisme, no existeix profunditat a l'escena, per la qual cosa no s'observa ni terra, ni els peus dels personatges, ni fons. Gairebé ni es pot afirmar que l'escena es representa a l'aire lliure o a l'interior d'un edifici. El Greco va aportar les millors tècniques d'aquest moviment italià unides a la cultura pròpia romana d'Orient. El seu geni va saber exposar les estructures reals i les sobrenaturals i sense traïció al seu esperit de pintor, separar el món terrenal de les seves projeccions celestes: «L'enterrament del comte d'Orgaz demostra el més perfecte exemple d'aquesta visió simultània.»

### Simbologia
Els símbols emprats a l'acte de l'enterrament estan representats com es feien en el segle xvi. El capellà oficiant vesteix una capa pluvial amb fons negre; assisteixen a la cerimònia tres frares de diferents ordes, propis en els funerals de nobles: franciscana, agustiniana i trinitària; hi ha sis torxes i naturalment la creu processional.
A la capa dalmàtica que vesteix sant Esteve, a la part inferior de la pintura i al costat de la figura del fill del pintor Jorge Manuel, es copsa l'escena del martiri per lapidació de sant Esteve realitzat per quatre figures de joves nus posats d'esquena que envolten el sant també vestit amb la capa dalmàtica. La curiositat d'aquest petit quadre és la seva relació amb un altre força posterior, el Laocoont, del mateix autor, realitzat entre els anys 1610 i 1614.

### Personatges de l'escena terrenal
Al món terrenal hi ha uns 25 personatges, presidits per sant Esteve, sant Agustí i el cos del comte d'Orgaz. El Greco va utilitzar la cara de persones de l'aristocràcia del seu temps, incloent-hi el seu propi fill per immortalitzar-los a L'enterrament, cosa que resulta anacrònica perquè l'enterrament es va produir dos-cents cinquanta anys abans. El dol i la serietat dells semblants destaquen per damunt de tot. Es pot distingir entre els personatges col·locats a la primera fila i els de la mateixa fila de cavallers en un pla posterior. N'hi ha que segueixen la cerimònia fúnebre amb atenció i d'altres que parlen entre ells. Hi ha clergues, nobles i lletrats, d'altres són cavallers de l'Orde de Sant Jaume i es distingeixen per la Creu de Sant Jaume brodada en la seva vestidura. Alguns autors han tractat d'identificar entre els personatges al mateix Miguel de Cervantes, que en aquests anys va viure a Toledo i tenia relacions familiars amb el rector Andrés Nuñez que havia encarregat la pintura.
Els personatges que apareixen són:

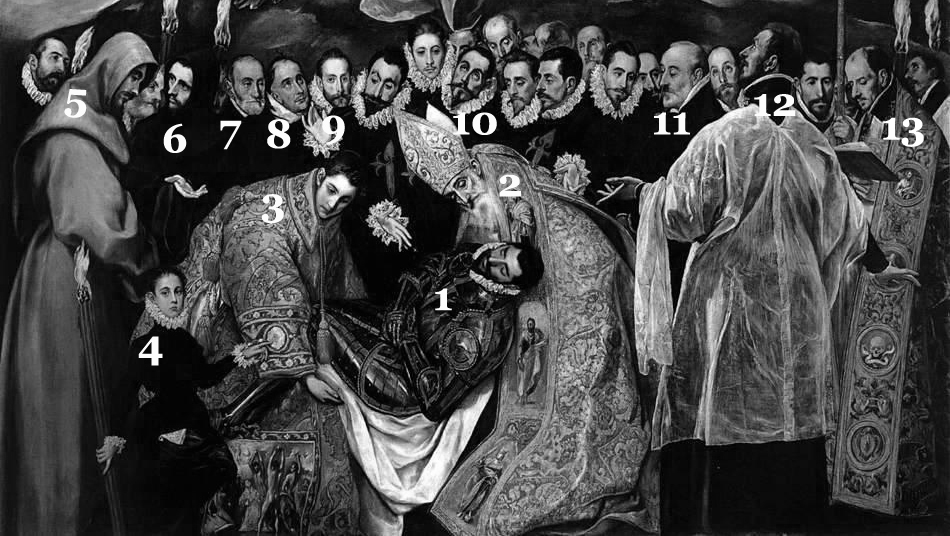
Personatges de la part inferior

- 1-Senyor d'Orgaz, Gonzalo Ruiz de Toledo: al moment de dipositar el seu cos al sepulcre. Porta armadura d'acer molt luxosa com les que feien a Toledo en època del Greco —sorprèn perquè mai aquest cavaller havia mostrat en vida signes de riquesa.
- 2-Sant Agustí: considerat un dels pares de l'Església. Ricament vestit, porta casulla i mitra de bisbe amb representacions dels sants Pau, Jaume i Caterina. A l'orde agustinià, el senyor d'Orgaz havia donat almoines pel trasllat i una nova edificació d'una altra església.[28]
- 3-Sant Esteve: primer màrtir de l'Església cristiana i a qui va ser dedicada la nova església agustiniana promoguda pel senyor d'Orgaz. Porta una vestidura daurada pròpia dels diaques, on hi ha representat el seu martiri, que és la iconografia més comuna sobre aquest sant.[29]
- 4-Jorge Manuel: fill del pintor vestit solemnement de negre. Sosté a la seva mà dreta una torxa, mentre que, amb l'esquerra estesa, assenyala el cos inert del comte. De la seva butxaca surt un mocador blanc on El Greco posa la signatura de l'obra: «domenikos theotokopoulos e poiei» i a sota, a la data de «1578», aquesta data correspon al naixement de Jorge Manuel.[30]
- 5-Frare franciscà que forma part del trio de diferents ordes religiosos que acostumaven a assistir als funerals de gent de la noblesa.[24]
- 6-Frare agustinià, que es troba conversant amb l'anterior. S'ha comentat que podria correspondre al retrat de l'escriptor fra Luis de León.[31]
- 7-Diego de Covarrubias: lletrat, arquebisbe i germà gran d'Antonio de Covarrubias. Aquest personatge també ha estat identificat amb Diego de Castilla o amb Francisco de Pisa.[32]
- 8-Frare trinitari.
- 9-El Greco: va realitzar un autoretrat vestit com la resta de personatges, és l'únic que apareix juntament amb el seu fill, que mira fixament els espectadors.[33]
- 10-Personatge que eleva la seva mirada i que podria ser Juan de Silva, notari major de la ciutat de Toledo. Aquesta persona també es relaciona com a possible model-retrat de El cavaller de la mà al pit.[34]
- 11-Antonio de Covarrubias: retratat de perfil, és l'humanista i maestre de la catedral de Toledo.[33]
- 12-Capellà amb sobrepellís d'esquena: sembla que no fa cas de l'enterrament i que només mira com l'ànima del comte puja al cel.
- 13-Capellà que celebra l'ofici de difunts: és possible que sigui Andrés Núñez, comitent de l'obra. A la seva capa pluvial apareix la imatge de Sant Tomàs, patró de l'església.[35][36]

### Personatges de l'escena celestial
A la part superior es troben uns quaranta personatges, als quals cal afegir els àngels i querubins que surten entre els núvols. Persisteix la necessària serietat del moment. Les formes característiques d'El Greco accentuen la bellesa del sobrenatural; el to fred va ser utilitzat en general, ressaltant el color a la figura de la Mare de Déu, el vermell brillant símbol de la seva participació en la Passió del seu fill i el blau com a esperança de salvació. La figura de Maria és l'única gran representació femenina a tota aquesta pintura, a excepció d'unes imatges petites i molt esfumades a la part dreta que es creuen que representen Maria Magdalena i la seva germana Marta de Betània. En aquesta i d'altres obres del pintor, el Regne celestial sempre va ser representat com un punt on regna la vida amb gran dinamisme, les figures les allarga més extremament que a la part inferior terrenal, les llums fan un efecte de profunditat i les pinzellades obren el camí cap al més alt, la figura que culmina l'obra al Crist Jutge.
Els personatges d'aquesta secció són:

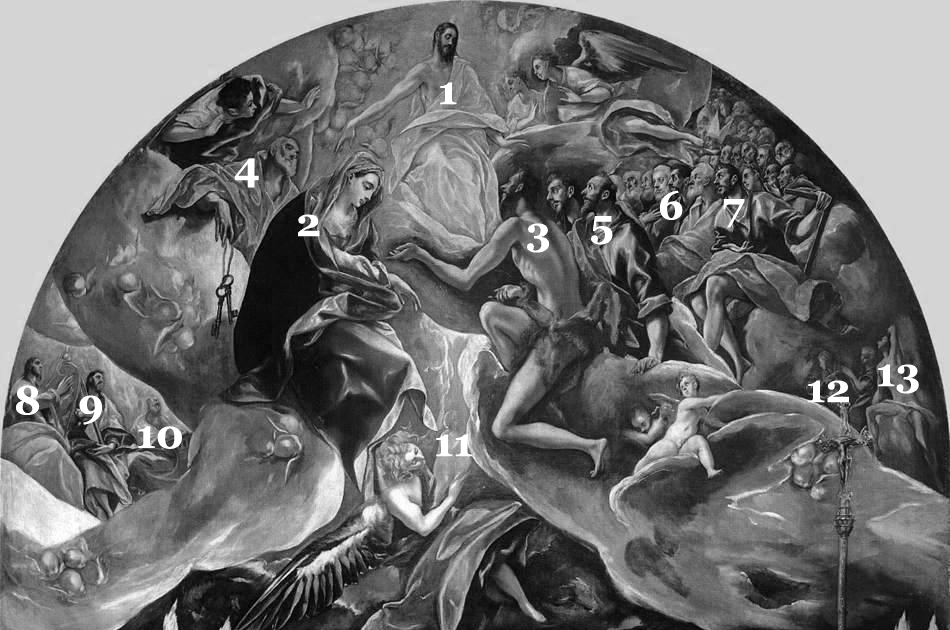
Personatges de la part superior

- 1-Jesucrist: apareix de manera gloriosa, vestit de blanc i com a jutge dels vius i dels morts. Sembla que ordeni a sant Pere que obri les portes del cel.
- 2-Verge Maria: és la que presenta els colors més brillants de tota la composició, allarga el braç per rebre l'ànima del comte i manté per tant un paper d'intercessora davant el seu fill.
- 3-Joan Baptista: ret homenatge a Crist i suplica per l'ànima del difunt.
- 4-Sant Pere: porta les claus pròpies del seu atribut.
- 5-Sant Pau: es troba entre sant Joan Baptista i sant Jaume.
- 6-Felip II d'Espanya: és l'únic personatge que encara es trobava viu i que el pintor va representar entre els benaurats del cel.
- 7-Sant Tomàs: titular de la parròquia on s'està produint l'enterrament, sosté en la seva mà l'escaire, símbol iconogràfic que s'atribueix al mencionat sant.
- 8-Rei David: tenia afició per la música i sabia tocar molt bé, les diferents traduccions de la Bíblia no es posen d'acord sobre si era una lira, una arpa o una cítara el seu instrument predilecte. En aquesta pintura sembla que és una arpa.
- 9-Moisès: rebé de les mans de Déu unes taules de pedra amb els Deu Manaments, amb elles es veu al quadre.
- 10-Noè: es representa amb l'arca que va construir seguint les instruccions de Déu per salvar-se del diluvi universal.
- 11-Àngel central: presenta una figura en escorç, la més violenta d'aquesta pintura, i condueix l'ànima del mort en forma esfumada d'un nen. Connecta l'escena terrenal amb la celestial.[38]
- 12-Maria Magdalena i Marta de Bètania: a Maria Magdalena se l'identifica també amb Maria de Betània, germana de Marta de Betània i Llatzer. Apareix pintada amb els cabells desparionats i duent un flascó de perfum, símbol amb què se la representa per haver ungit i eixugat amb els seus cabells els peus de Jesús Lluc 7:36-50; Marc 14:3-8; Mateu 26:6-13. Segons Marc i Mateu, la unció va tenir lloc a Betània, «a casa de Simó el leprós». Marta de Betània és un personatge bíblic que apareix al Nou Testament.
- 13-Llàtzer de Betània: és un personatge bíblic que apareix només en el Nou Testament, germà de Maria i Marta de Betània. A l'Evangeli segons Joan 11:41-44,va ser reviscut per Jesús. Sembla que és aquest el moment que es mostra a la pintura

## Recepció
L'any 1612 Francisco de Pisa va escriure: «Venen a veure-la amb particular admiració els forasters i els de la ciutat mai no es cansen. Sinó que sempre troben coses noves que contemplar en ella, per estar allà retratats amb una gran vivesa molts insignes barons dels nostres temps.»
José Amador de los Ríos va descriure la pintura en aquests termes:
| « | La composició d'aquest quadre és rica i abundant, el seu colorit brillant i transparent i la seva entonació admirable en la part inferior, mentre en la superior, en que figura el cel, es nota duresa i falta d'animació, preludis ja dels trastorns que estava amenaçant el cap de l'autor i del estraviament en que abunden les produccions posteriors aquest insigne llenç.- Valent-nos d'una expressió una mica atrevida, podria dir-se amb fonament que el cel i la terra havien capgirat de lloc en aquesta obra: els prelats que sostenen als seus braços l'armat cadàver del comte, els clergues que es veuen als seus costats, i últimament totes les figures que són al terra, es troben pintades amb una veritat i una intel·ligència que captiven l'atenció dels espectadors.- El cel sembla mentrestant una muntanya de pissarres incomprensible, al qual es troben enganxats els àngels que descendeixen sobre el difunt magnat.- Si Dominico Theotocópuli hagués aconseguit en aquesta producció vèncer aquest inconvenient, no dubtem que la seva obra ocuparia un lloc brillant entre les primeres dels nostres grans artistes. | » |
| — José Amador de los Ríos, Toledo pintoresca: ó, Descripcion de sus mas célebres monumentos (1845) p.171 | |   |

Manuel Bartolomé Cossío en el seu estudi El Greco, diu que a L'enterrament... es percep: «...l'íntima unitat de concepció que ha presidit ambdues meitats, la superior i la inferior, i el to unisonante vigorós del cel i de la terra; en ambdues bandes del quadre vibra la mateixa idea, mitjançant el persistent i indoblegable geni de l'artista.»
Sobre la possibilitat que el quadre fos pintat completament per El Greco o pel seu taller, Peñalosa sosté: «Després de tant analitzar i estudiar la considerada com a obra cabdal del cretenc, vaig arribar a la conclusió que, a la part inferior va poder haver-hi intervenció d'ajudants, tanmateix, a la part superior, de segur que no van guiar els pinzells d'altres mans que les de Dominico.»
Segons Harold Wethey al capítol sobre El Greco a la Encyclopædia Britannica (2002), la visió sobrenatural de la part superior de la Glòria i la impressionant sèrie de retrats representen tots els aspectes de l'art d'aquest geni extraordinari. També explica que: «el mètode manierista de El Greco de composició, només es va expressar clarament aquí, on tota l'acció té lloc en el pla frontal.» 
|  |  |

Per part de la historiadora Linda Nochlin al seu llibre Courbet (2007) pàg. 112, s'ha establert una comparació entre aquesta obra i Enterrament a Ornans realitzat per Courbet entre 1849 i 1850; en ambdues obres s'estableix dos espais, el superior com a part celestial i l'inferior com a part terrenal on es personifica l'escena material de la pintura. Encara que a l'obra de Courbet la part superior només té el crucifix, perquè segons va explicar el pintor: «No puc pintar un àngel perquè mai no vaig veure cap».

## Altres representacions
L'obra ha suscitat multitud de pintures derivades o inspirades en el seu tema i estil.
L'enterrament del senyor d'Orgaz és una pintura atribuïda a Jorge Manuel Theotocópuli (fill de El Greco), pintada per encàrrec de la Casa Professa de la companyia de Jesús de Toledo, on reprodueix la part inferior del quadre del seu pare. Aquesta obra es troba des de 1901 al Museu del Prado.
De l'època del Barroc, hi ha una pintura a l'oli sobre taula de Miguel Jacinto Meléndez (1679-1734),—que va ser nomenat pintor de cambra de Felip V d'Espanya el 1712— i que amb el nom d'Enterrament del senyor d'Orgaz, es troba exposat al Museu del Prado.
|  |  |

Andrés de la Calleja va ser alumne de Miguel Jacinto Meléndez i, seguint uns dibuixos del seu mestre, va realitzar L'enterrament del senyor d'Orgaz per complir un encàrrec efectuat per a l'església de San Felipe el Real de Madrid.
El valencià Josep Renau i Berenguer, va realitzar el 1977 un fotomuntatge de la pintura titulada Retorno a la madre, on va inscriure aquesta llegenda: «L'ofici del pintor és posar una mica de llum en tota foscor.» Es troba com a dipòsit a l'Institut Valencià d'Art Modern.
Pablo Picasso, seduït per L'enterrament del comte d'Orgaz va mostrar la influència que li va produir aquesta pintura, quan va realitzar el 1901 L'enterrament de Casagemas, motivat per la mort del seu amic Carles Casagemas i Coll, aquest quadre al·legòric va començar a mostrar el seu pas al «període blau» de la seva pintura. La divisió de l'espai del quadre en dues parts, terra i cel, cos i ànima, recorda la de L'enterrament del comte d'Orgaz, de El Greco. També aquest mateix autor va publicar el 1970, un llibre de poesia titulat El entierro del conde de Orgaz. el pròleg del qual fou realitzat pel poeta Rafael Alberti, i la traducció al francès la va realitzar l'escriptor Alejo Carpentier, qui també va incloure un text especial.